# 熊本県立球磨中央高等学校
熊本県立球磨中央高等学校（くまもとけんりつくまちゅうおうこうとうがっこう）は、熊本県球磨郡錦町西にある公立高等学校。

## 設置学科
- 情報処理科
- 地域未来探究科
- 商業科

## 沿革
- 2017年4月1日　開校。
  - 熊本県立球磨商業高等学校、（旧）熊本県立南稜高等学校、熊本県立多良木高等学校の3校を2校に再編・統合した。熊本県立球磨中央高等学校、（新）熊本県立南稜高等学校の開校に伴い、熊本県立球磨商業高等学校の生徒募集を停止し、（新）熊本県立球磨中央高等学校の生徒募集を開始。2019年3月まで同一校地に熊本県立球磨商業高等学校と熊本県立球磨中央高等学校が併存する形となる。

## 交通
鉄道
- くま川鉄道 肥後西村駅より徒歩約3分。